# Ronnie Hawkins
Ronnie Hawkins (10. ledna 1935 – 29. května 2022) byl americký hudebník hrající převážně rockabilly. Narodil se a vyrůstal v Arkansasu. Studoval tělovýchovu na Arkansaské univerzitě. Zde založil svou první skupinu s názvem The Hawks. V roce 1958 odjel na turné do Kanady, kde se o několik let později usadil trvale. Všichni členové kapely po jeho odstěhování odešli, zůstal pouze on a bubeník Levon Helm. Hawkins si tedy najal kanadské hudebníky – Robbieho Robertsona, Ricka Danka, Richarda Manuela a Gartha Hudsona. Všichni, včetně Levona, v roce 1964 kapelu opustili a založili vlastní skupinu The Band. Hawkins se později věnoval vydávání sólových alb. Má hvězdu na Kanadském chodníku slávy. Řadu let bojoval s rakovinou pankreatu.